# البسوس بنت منقذ
سعاد بنت منقذ التميمية أو البسوس: شاعرة جاهلية يضرب المثل بشؤمها. وهي خالة جساس بن مرة الشيبانيّ. كانت لها (أو لجارها سعد بن شمس الجرمي) ناقة يقال لها سراب، رآها (كليب بن ربيعة) ترعى في حماه، فرمى ضرعها بسهم، فحزنت البسوس. وقالت شعرا أثار جساس بن مرة، فقتل كليبا. فهاجت حرب بكر وتغلب ابني وائل بسببها أربعين سنة، فقيل: أشأم من البسوس. وعرفت (حرب البسوس) باسمها.

## أبيات الفنا
لما علمت البسوس بقتل جملها، صاحت قاله: واذلاه واغربتاه، وأنشأت تقول أبياتا تسميها العرب أبيات الفناء وهي:
فأصابت كلماتها فؤاد جساس بن مرة، وكان من ذلك أن قتل كليباً ونشبت الحرب بين بكر وتغلب ابنا وائل ودامت أربعين عاماً.